# Sepp Bögle

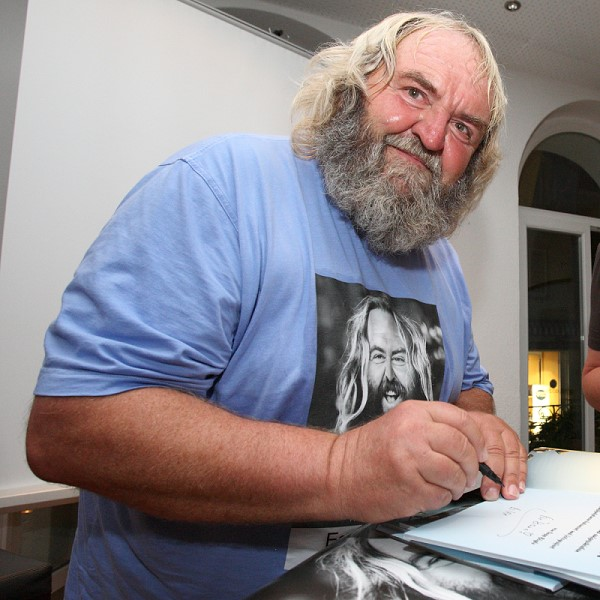
Sepp Bögle signiert sein Buch Begegnungen

Sepp Bögle (als Josef Bögle * 1950 in Luttingen) ist ein deutscher Bildender Künstler und Buchautor.

## Leben

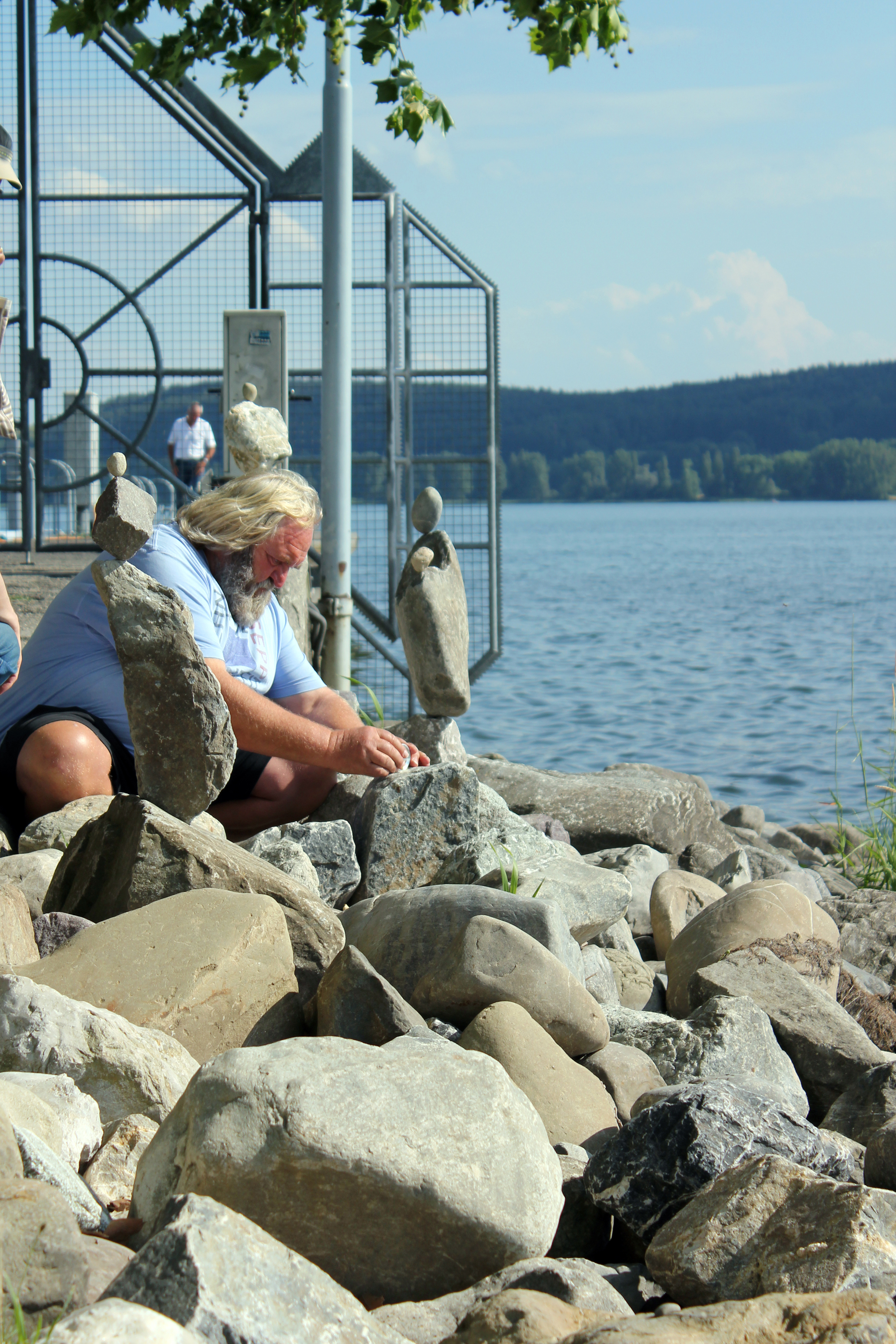
Sepp Bögle in Aktion (Juni 2011)

Sepp Bögle wurde 1950 als Arbeiterkind geboren und wuchs als Josef Bögle zusammen mit seinen drei Brüdern und drei Schwestern in Luttingen, seit 1972 einem Stadtteil von Laufenburg, auf.
Als Aussteiger auf Zeit sammelte er im Alter von Anfang 20 erste Erfahrungen, als er mit dem Rucksack und dem Fahrrad Griechenland und Indien bereiste. Bögle erlernte in Bad Säckingen den Beruf des Industriekaufmanns. Mit 23 kündigte er seine dortige Beschäftigung und unternahm eine mehr als einjährige Tour durch Asien. Ab 1973 absolvierte er in Gundelfingen bei Freiburg eine zweite Ausbildung als Koch. In den 1970er-Jahren führten ihn Abenteuerreisen nach Indien und in die Türkei. Dritte Station Bögles war die Arbeit als Handelsreisender für Kochtöpfe im Direktvertrieb. Mit einer Japanerin, die er bei einer längeren Reise nach Südostasien mit Aufenthalt auf der indonesischen Insel Bali in Singapur kennengelernt hatte und 1980 in Dogern heiratete, bekam er zwei Kinder, einen Sohn und eine Tochter. Doch die Ehe scheiterte schließlich, und nach dem Verkauf des gemeinsamen Eigenheimes in Meßkirch siedelte er mit seiner Tochter nach Radolfzell am Bodensee um und bezog mit ihr gemeinsam eine Wohnung, während der Sohn des Paares zu diesem Zeitpunkt bereits das Elternhaus verlassen hatte und studierte.
Als die Tochter zum Studium nach München ging, entschloss sich Bögle, der ungeachtet seines sozialen Aufstiegs von der Arbeiter- in die Mittelklasse und trotz beruflichen und wirtschaftlichen Erfolgs mit seiner Lebenssituation wegen fehlender Möglichkeiten zur Befriedigung seiner emotionalen Bedürfnisse tief unzufrieden war, zu einer radikalen Veränderung, die er als Beginn eines zweiten Lebens betrachtet: Seinen bisherigen Beruf gab er auf und reduzierte sein Hab und Gut bis auf zwei Koffer, um sich fortan als Steinkünstler am Seeufer in Radolfzell zu betätigen. Bis 2023 führte er, um seine neue Existenz als Künstler von der alten, deren bürgerliche Konventionen und Lebensziele er hinter sich gelassen hat, deutlich abzugrenzen, nur noch den Künstlernamen Sepp Bögle. Bis 2023 lebte er in Radolfzell, sein Domizil von April bis Oktober war in einem Radolfzeller Hotel und an der Mole des Yachthafens, Im Jahr 2023 zog er auf die Kanaren-Insel Lanzarote, wo er bis dahin zeitweise eine Ferienwohnung nutzte.

## Steinkunst als Lebenskunst

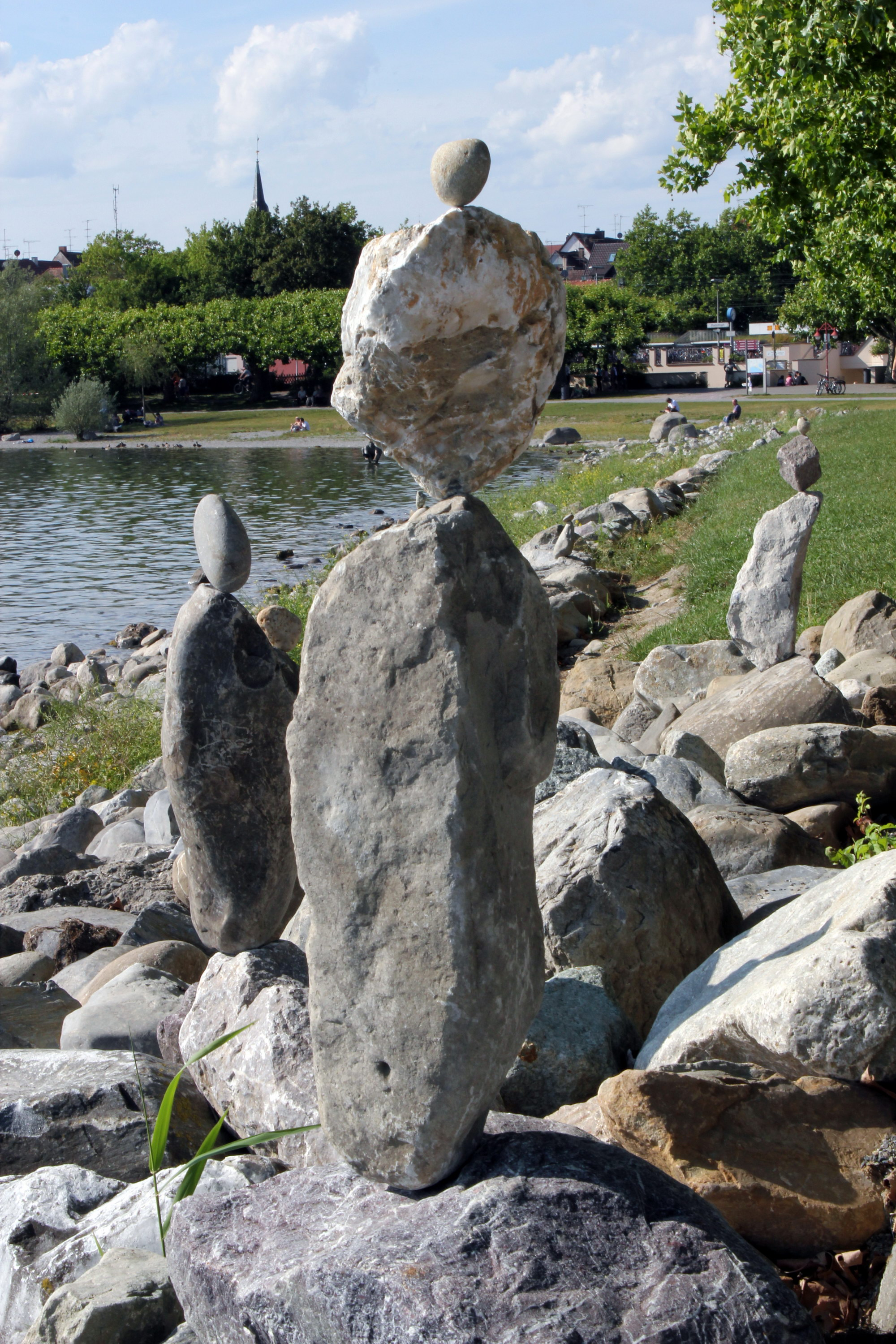
Arrangement mit verschiedenen Steinskulpturen

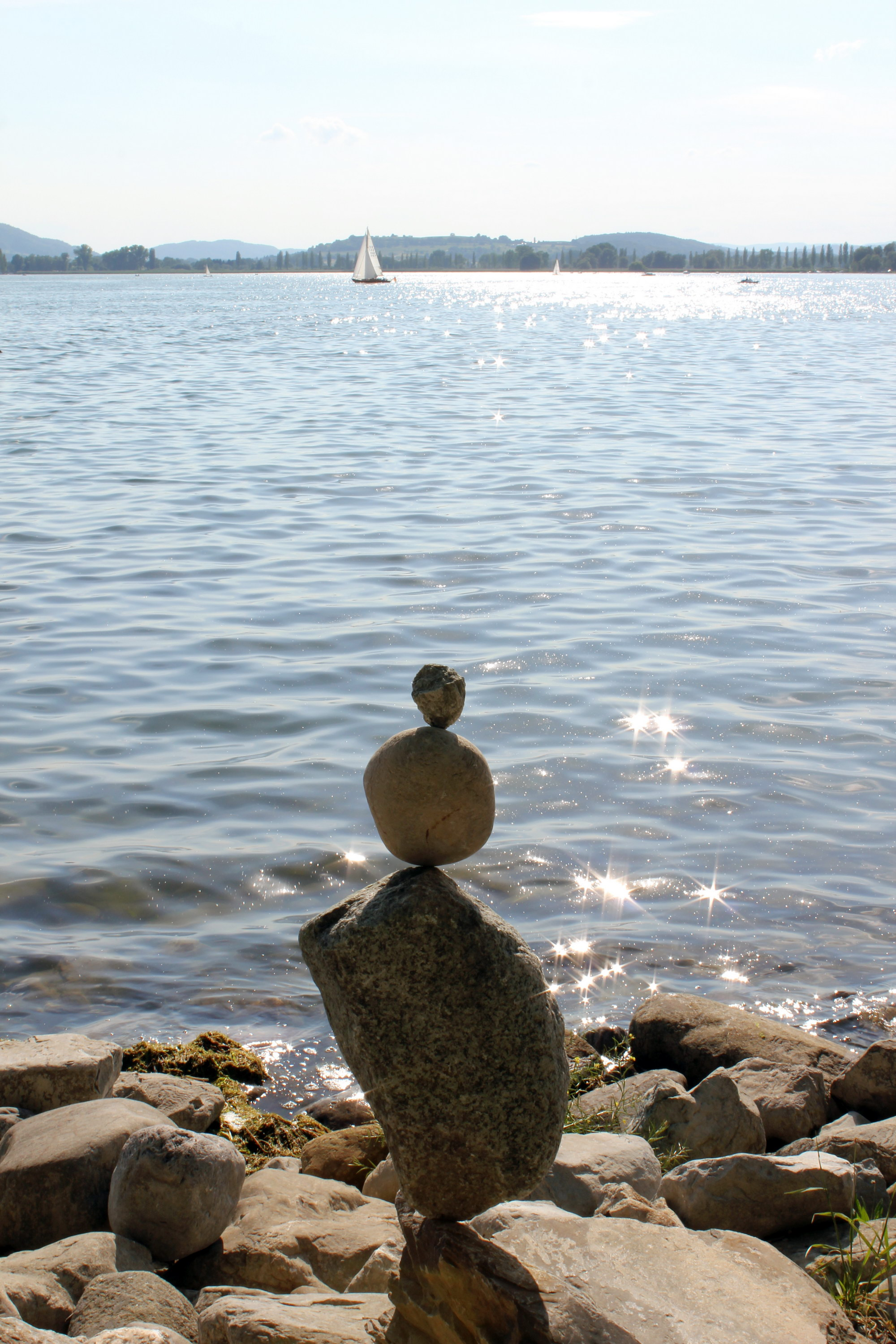
Arrangement mit verschiedenen Steinskulpturen

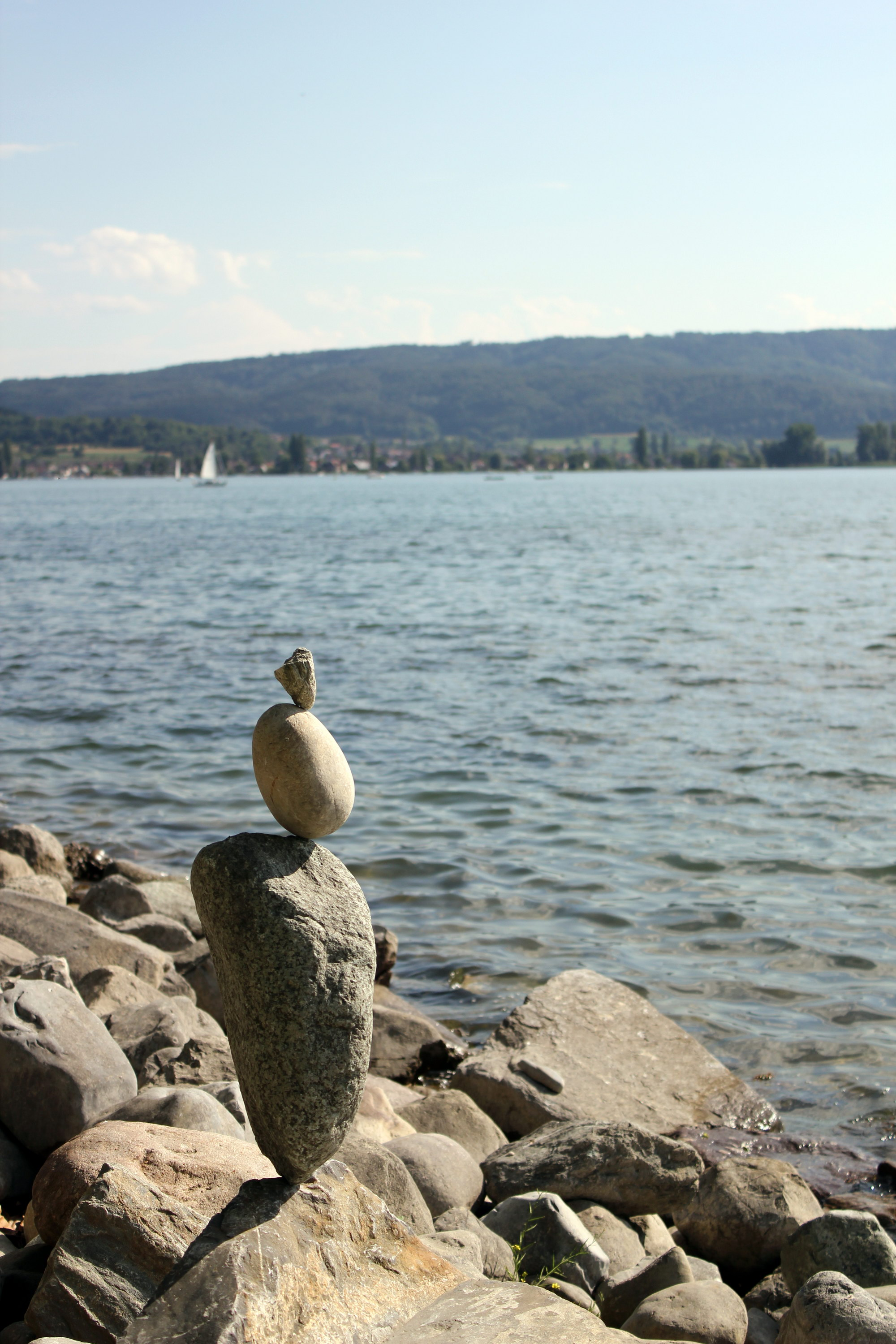
Steinskulptur Juni 2011

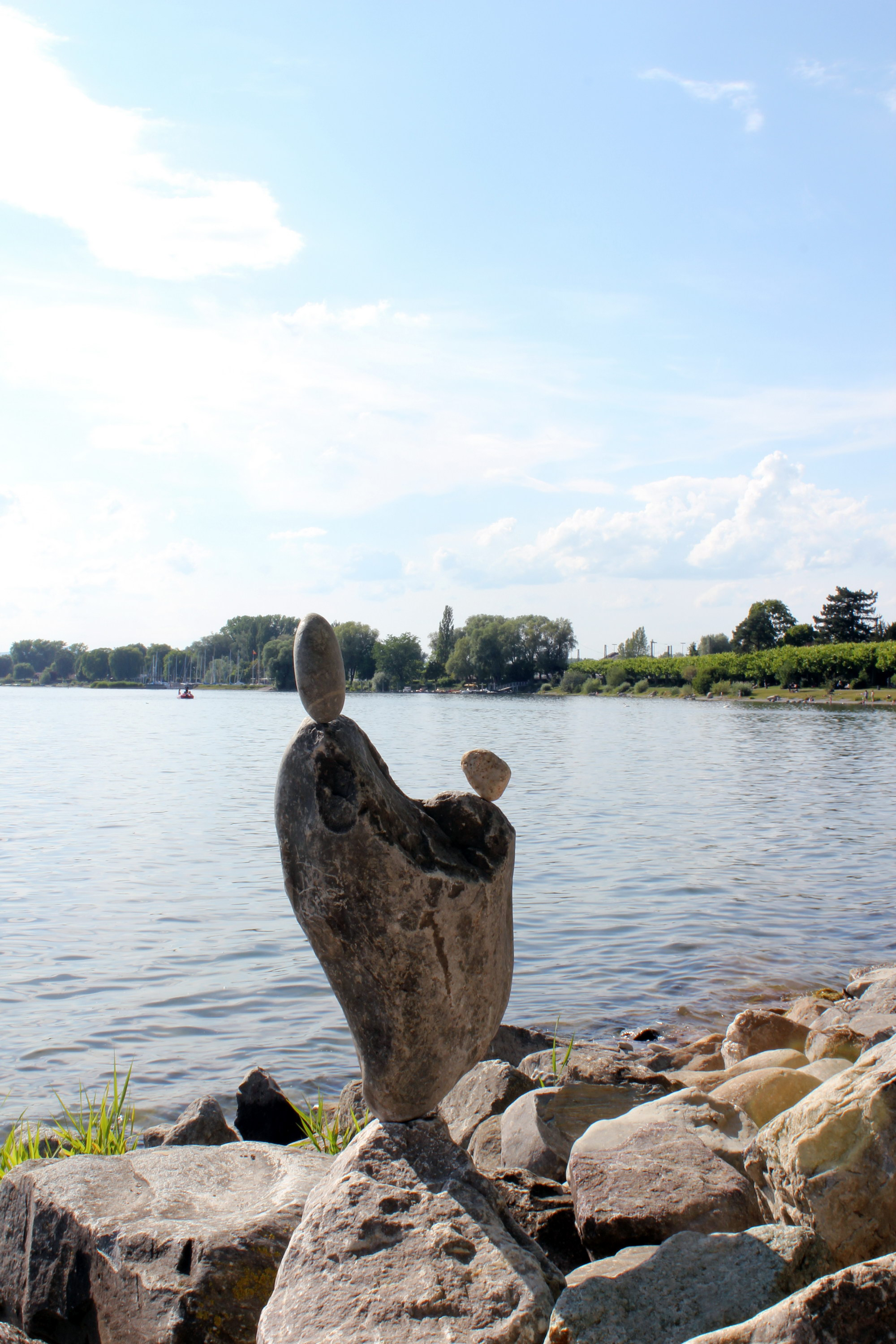
Steinskulptur Juni 2011

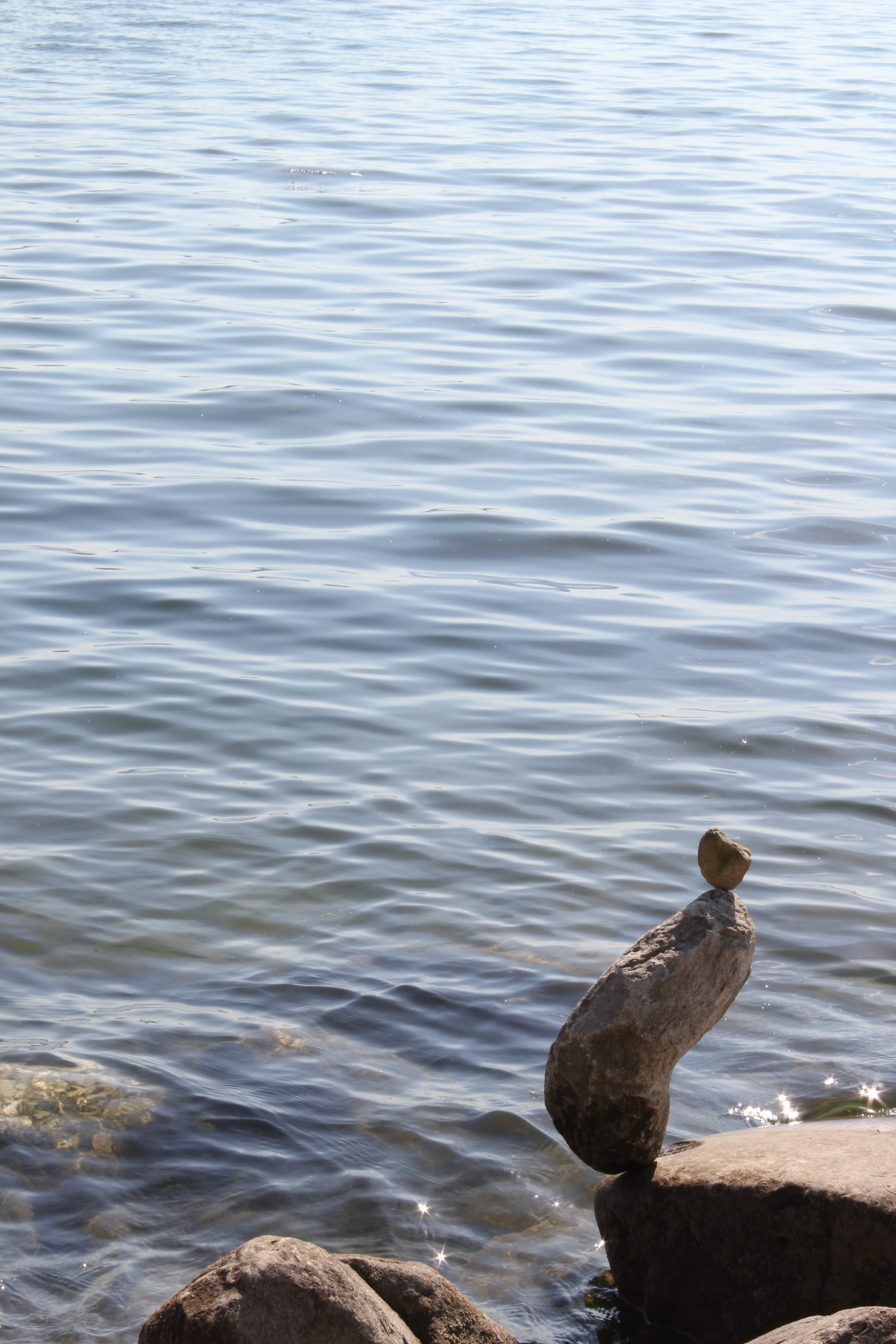
Steinskulptur Juni 2011

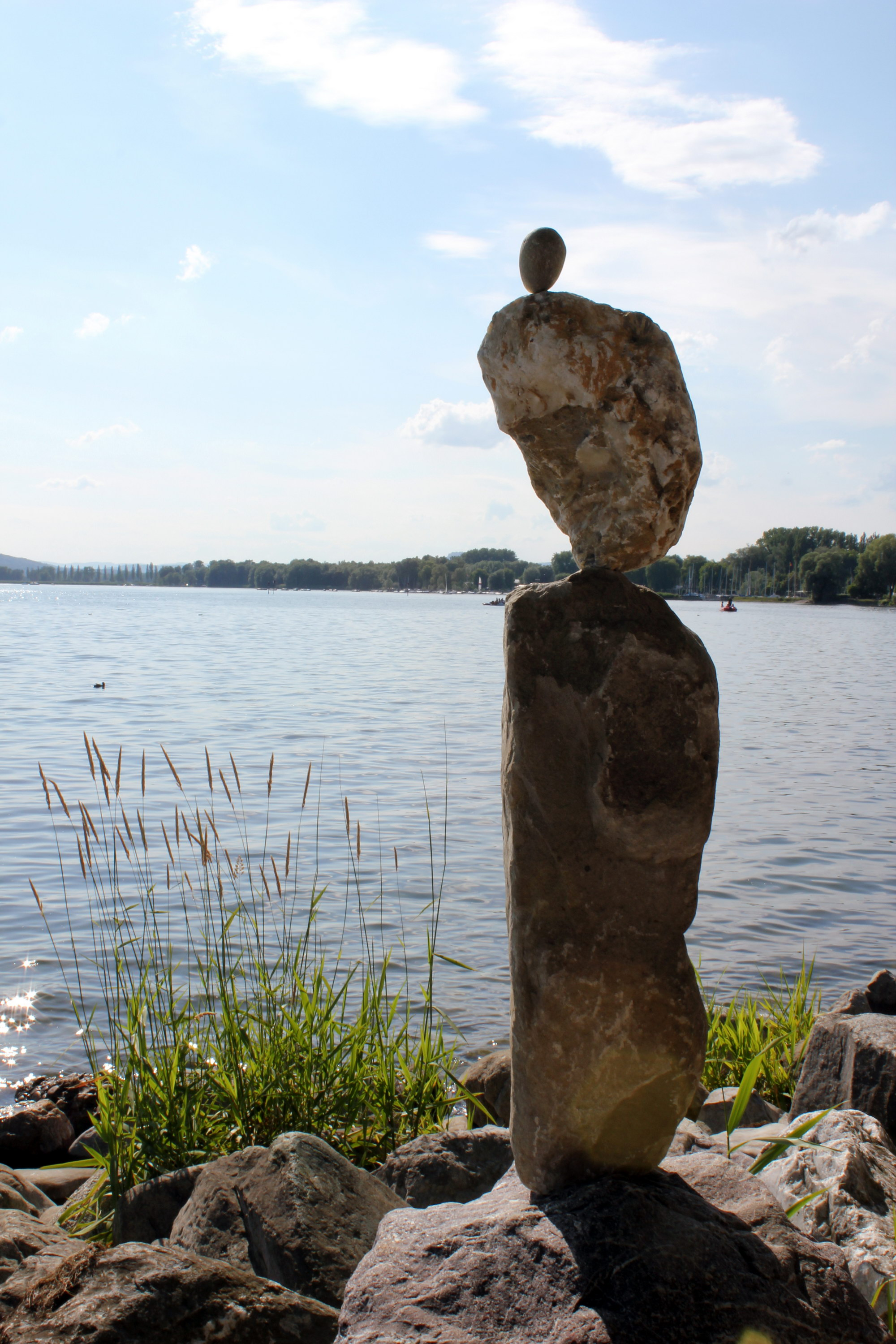
Steinskulptur Juni 2011

Seit 1997 gestaltet Sepp Bögle an der Radolfzeller Hafenmole Türme, die er aus am Ufer beliebig gesammelten und ohne Klebstoff oder Dübel einzeln übereinander zur Balance gebrachten Steinen errichtet. Dabei entstehen jeden Tag aufs Neue Steinskulpturen aus bis zu fünf  als Objects trouvés stets unbearbeitet bleibenden Steinen unterschiedlicher Gesteinsart, Größe, Form und Gewichts, die paradoxer Weise allein durch die Schwerkraft in der Balance gehalten werden, obwohl sie aufgrund des zugrunde liegenden Gestaltungsprinzips der Minimalisierung der Auflagefläche gerade deren Gesetzen zu spotten scheinen. Jeden Abend baut er sie, schon aus Sicherheitsgründen, wieder ab, um sie am nächsten Tag in veränderter Gestalt erneut aufzubauen. Auf Lanzarote errichtet er seine Steintürme an einem Hotelstrand.
Die Vergänglichkeit seiner Kunstwerke in der Tradition von Aktionskunst und Performance Art sieht Bögle nach eigener Aussage nicht als Nachteil, schon gar nicht als Infragestellung ihrer Eigenschaft als Kunstwerke, im Gegenteil: sie entspreche der des menschlichen Lebens und mache den Betrachter auf diese und die Notwendigkeit aufmerksam, sie zu akzeptieren. Seine ephemeren Kunstwerke, die die Steine, ihre Schwere und Plumpheit überwindend, zur Leichtigkeit eines Schwebezustandes gelangen lassen, aber auch schon durch geringste äußere Einwirkungen wie einen Windstoß oder einen landenden Vogel zum Einsturz gebracht werden können, betrachtet Bögle, ohne selbst solch abstrakte Begriffe zu verwenden, als Allegorien des menschlichen Lebens und damit als geeignete Ausdrucksmittel seiner pantheistischen, kosmo-erotischen, asketischen und autonomistischen Sicht auf Leben und Welt, die zahlreiche Berührungspunkte mit der sogenannten Lebensphilosophie, aber auch mit der antiken Philosophie der Stoa, dem Buddhismus und dem Yoga aufweist. Seine Kunstwerke zeigen, dass das unmöglich Scheinende, ein Zustand der Ruhe, Harmonie, Stress- und Angstfreiheit, möglich wird, wenn man nur will und mit Mut, Selbstvertrauen, Ausdauer und Geduld zu Werke geht. Statt der Schaffung eines dauerhaften Werkes und der dadurch vermeintlich zu erreichenden Verewigung seiner selbst und seines Ruhmes als Künstler geht es Bögle um das Prozesshafte seiner künstlerischen Betätigung, die er bewusst aus dem Atelier in den öffentlichen Raum verlegt, um so die spontane Kontaktaufnahme und Begegnung anstatt allein mit der Elite der Kunstkenner, Museums- und Galeriebesucher mit Alltagsmenschen aller Art zu ermöglichen, die sich von seinem Tun und seinen staunenerregenden Kreationen angesprochen fühlen und mit denen er dadurch ins Gespräch kommt. Mit seinen Gesprächspartnern duzt er sich, jeden möglichen hierarchischen Anspruch auf beiden Seiten vermeidend, konsequent. Die Anerkennung der Begrenztheit, der Verzicht auf Unnötiges, die liebevolle Annahme seiner selbst, ohne sich allzu wichtig zu nehmen, und die so überhaupt erst mögliche teilnahmsvolle Hinwendung zu einfachen Dingen, Menschen und Tieren, hätten eine befreiende und beruhigende Wirkung und führten zur vollkommenen Gelassenheit. Dafür komme es darauf an, das unbedingte Vertrauen darauf zu gewinnen, sein Leben autonom gestalten und verändern sowie die eigenen im Verborgenen schlummernden Fähigkeiten wecken zu können. Bögle hält die Welt, wie sie ist, für wohlgeordnet, schön und gut, Ängste und Sorgen seien unbegründet, denn: „Gott schläft im Stein / atmet in den Pflanzen / träumt in den Tieren / und erwacht im Menschen“. Alle Probleme schaffe der Mensch sich daher erst selbst, und zwar durch falsche Einstellungen und Zielsetzungen, die er aber zu ändern oder aufzugeben jederzeit uneingeschränkt die Freiheit habe. Diese Botschaft bringt Bögle mit seinen Kunstwerken, Fotografien, Texten und im Gespräch zum Ausdruck und wirbt auf sanfte Weise dafür, sich mit ihr auseinanderzusetzen und Konsequenzen für das eigene Leben zu ziehen und Entscheidungen zu treffen, die zu wesentlichen Veränderungen führen.
Bögles Kunstauffassung, die auf der Auflösung des klassischen Werkbegriffs, also der Vorstellung vom in sich abgeschlossenen, vollendeten, unvergänglichen und absoluten Meisterwerk, zugunsten des Zusammenfließens von Leben und Werk im schöpferischen Prozess, also einer erstrebten Einheit von Kunst und Lebenskunst im ästhetischen Vollzug, beruht, wie sie als einer der ersten Pablo Picasso mit seinen seriellen Variationen bestimmter Bildthemen, etwa Maler und Modell, zu verwirklichen bestrebt war, steht, ob nun in bewusster Bezugnahme auf solche Tendenzen oder eher durch ihre intuitive Aufnahme, innerhalb der Kunst der Moderne insofern keineswegs isoliert da. Inspiriert zur Arbeit mit Naturmaterialien und zur fotografischen Dokumentation seiner ephemeren Kunstwerke wurde Bögle nach eigenen Angaben gegenüber Dagmar Gehm durch das Werk des schottischen Künstlers Andy Goldsworthy, eines wichtigen Repräsentanten der sogenannten Land art-Bewegung. Bezüge bestehen insoweit auch zu Kunstrichtungen wie der Landart (auch Earthart), zur Umweltkunst (Environmental Art), zur Ökologischen Kunst (Ecoart) und zur Naturkunst (Natural Art), für die wie für Bögle ein mehr oder weniger elaborierter philosophischer und ethischer, zuweilen auch politischer Hintergrund charakteristisch ist, der sich kulturkritisch gegen den Materialismus der westlichen kapitalistischen Konsumgesellschaft und die destruktiven (zerstörerischen) und autodestruktiven (selbstzerstörerischen) Auswirkungen der von ihr vorangetriebenen Ausbeutung, Entfremdung, emotionalen Verödung, Naturferne, Umweltverschmutzung und Umweltzerstörung richtet. Der Sinn künstlerischen Tuns wird hier nicht allein in der Schaffung von Objekten der ästhetischen Anschauung erblickt, sondern in der Entfaltung einer verändernd auf Mensch und Welt einwirkenden Kraft mit den Mitteln und Medien der Kunst.

„Die Skulpturen sind ein Sinnbild für das Leben selbst, seine Schönheit und sein Gefahren.“

Bisher hat Bögle sieben illustrierte Bücher mit meist eigenen Texten und selbst gefertigten fotografische Reproduktionen seiner vergänglichen Kunstwerke publiziert. Eines trägt den programmatischen Titel Ruf der Steine (unter dem sprechenden Pseudonym Peter Steiner), ein anderes heißt vieldeutig Balance. Hinzu kommen Einzelreproduktionen, mit deren Verkauf er vor allem seinen Lebensunterhalt bestreitet und seine Flüge nach Lanzarote finanziert. Tantiemen aus dem Buchverkauf bringen ihm lediglich ein Zubrot ein.
Neben Bögle gibt es mit Axel Reinhard Böhme und Volker Paul am Bodensee zwei weitere Vertreter der Steinkunst.

## Bögle in den Medien
Über Sepp Bögle wurde unter anderem in der Frankfurter Allgemeinen Zeitung berichtet, 2002 war er in der ZDF-Sendung „Mensch und Umwelt“ zu Gast. Es folgte ein Auftritt im Oktober 2005 als Talkshow-Gast im SWR-„Nachtcafé“, ein weiterer im März 2015. Im September 2012 war er Gast in der Landesschau Baden-Württemberg des SWR. Franz Xaver Gernstl vom Bayerischen Rundfunk widmete ihm ein Porträt in seiner „Deutschlandreise“ in der Folge „Von Basel bis zum Bodensee“, ausgestrahlt am 28. September 2008.

## Literarisches und fotografisches Werk
alle Bücher im Selbstverlag erschienen und beim Verfasser sowie in der Buchhandlung Greuter in Radolfzell erhältlich
- Die Wackersteine vom Bodensee
- Peter Steiner (das ist Josef Bögle): Ruf der Steine
- Einfach-Sein (auch als Hörbuch)
- Balance (mit Lyrik von Rose Deroussas)[16]
- Begegnungen
- Liebe Dein Leben
- Du